# Søren Brunak
Søren Brunak (født 1958) er en dansk fysiker og biologisk forsker, der arbejder med bioinformatik, systembiologi og sundhedsinformatik. Han er professor i Sygdoms systembiologi på Københavns Universitet (siden 2007) og professor i bioinformation på Danmarks Tekniske Universitet (siden 1999)

## Uddannelse og karriere
Brunak er uddannet i fysik fra Niels Bohr Institutet på Københavns Universitet i 1987. Han tog herefter en ph.d. i computerbiologi på DTU i 1991.
Han var ansat som forsker på DTU fra 1987-1997, hvorefter han blev ansat først som lektor og siden som professor i bioinformatik ved BioCentrum-DTU. Han blev udnævnt som leder af Center for Biologisk Sekvensanalyse i 1993, hvilket han var frem til 2015.
I 1999 var han med til at udvikle teorier sammen med bl.a. Jakob Bohr som den amerikanske selskab DuPont brugte 100 mio. kr. på.
Han har forsket i proteinstruktur, proteinvekselvirkningsnetværk, modifikation af proteiner, og identifikation af gener.
Han er forskingsdirektør på Novo Nordisk Foundation Center for Protein Research ved KU, hvor han leder forskning i systembiologi på molekylært niveay kombineret med phenotype-data fra sundhedssektoren.
I 2017 var han blandt de 20 højest lønnede personer på Københavns Universitet med en årsløn på 1.416.212 kr.

## Hæder
Priser
- 2002: Direktør Ib Henriksens Pris
- 2006: Villum Kann Rasmussens Årslegat, Villum Fonden[3]
- 2009: Grundfosprisen[6]
- 2013: Julius Thomsens Guldmedalje[2]
- 2016: ISCB Senior Scientist Award
- 2017: Honorary Award of the University Hospital of Zealand

Medlemskaber af videnskabsakademier
- 2001: Akademiet for de Tekniske Videnskaber
- 2004: Videnskabernes Selskab
- 2009: International Society for Computational Biology
- 2011: European Molecular Biology Organization
- 2016: Kungliga Vetenskapsakademien